# Robert Martin (Politiker)

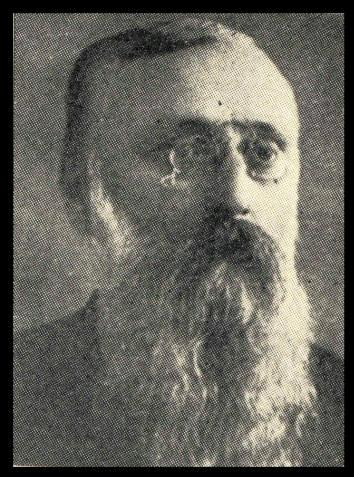
Robert Martin

Robert Martin (* 1833 in Frankfort Springs, Pennsylvania; † 1897 in Guthrie, Oklahoma-Territorium) war ein US-amerikanischer Rechtsanwalt und republikanischer Politiker. In dieser Eigenschaft war er als Bürgermeister und Gouverneur tätig.
Nach einer langen Berufslaufbahn als Jurist in Ohio übersiedelte er 1889 nach El Reno. Als Sekretär des Gouverneurs wurde er 1891 selbst zum Übergangsgouverneur des Oklahoma-Territoriums ernannt, als sein Vorgänger George Washington Steele nach Indiana ging. Er bekleidete dieses Amt vom 18. Oktober 1891 bis zum 2. Februar 1892 und wurde danach zum Bürgermeister von Guthrie ernannt.